# 上龍田站
上龍田站（韓語：상룡전역）是朝鮮民主主義人民共和國咸鏡北道化城郡的一個鐵路車站，属于平罗线。

## 邻近车站
平羅線
龍蟠站 - 上龍田站 - 龍洞站